# Hamid Barole Abdu
Hamid Barole Abdu, né le 10 octobre 1953 à Asmara, est un écrivain érythréen contemporain de langue italienne.

## Biographie
Après ses études de littérature en Érythrée, Hamid Barole Abdu s'établit en 1974 à Modène, où il travaille comme expert interculturel et publie divers articles sur le phénomène migratoire.